# Le Schuylkill
Le Schuylkill är ett höghus som ligger på 19 Boulevard de Suisse i distriktet Saint Michel i Monaco. Den är tillsammans med Le Formentor den 13:e högsta byggnaden inom furstendömet med 78 meter och 25 våningar.
Byggnaden uppfördes 1970 av Groupe Pastor. Den finska före detta Formel 1-föraren Mika Häkkinen bor också där.